# Chaillevette
 Chaillevette  es una población y comuna francesa, situada en la región de Nueva Aquitania, departamento de Charente Marítimo, en el distrito de Rochefort y cantón de La Tremblade.

## Demografía
| 1120 | 1073 | 1011 | 1019 | 1031 | 1082 |
| Para los censos de 1962 a 1999 la población legal corresponde a la población sin duplicidades (Fuente: INSEE [Consultar]) |      |      |      |      |      |